# フアニータ・デル・カルメン・リオス・エルナンデス
フアニータ・デル・カルメン・リオス・エルナンデス（スペイン語:Juanita del Carmen Ríos Hernández、1977年1月11日- ）は、メキシコの犯罪者、実業家。
犯罪組織・麻薬カルテルであるロス・セタスの幹部。
ロス・セタスの元リーダーであるミゲル・トレビーニョ・モラレスの妻として知られている。

## 関係項目
- ミゲル・トレビーニョ・モラレス
- ロス・セタス
- メキシコ麻薬戦争